# Groen-witte amazilia
De groen-witte amazilia (Elliotomyia viridicauda synoniem: Amazilia viridicauda) is een vogel uit de familie Trochilidae en de geslachtengroep Trochilini (briljantkolibries).

## Verspreiding en leefgebied
Deze soort is endemisch in centraal Peru.